# Dragon Half
Dragon Half (яп. ドラゴンハーフ Дорагон ха:фу) юмористические аниме и манга о девушке Минк, получеловеке-полудраконе. Изначально Dragon Half была мангой, созданной Мита Рюсукэ, в которой пародируется и высмеивается множество клише всевозможных жанров. 26 марта 1993 г. и 28 мая 1993 г. были выпущены две серии аниме: «Mink’s Voyage» и «The Brutal Killer Martial Arts Tournament».

## Сюжет
Сюжет рассказывает о Минк, дочери бывшего истребителя драконов и красной драконихи. Минк без ума от знаменитого певца и истребителя драконов — Дика Сосера. Минк мечтает о билете на концерт Дика и стремится найти легендарное снадобье, способное превратить её в человека ради любви к Дику Сосеру, но ей препятствуют многие — король, мечтающий жениться на её матери, его подручные и его дочь-волшебница, имеющая личные счёты с Минк.

## Персонажи
Минк — полудраконица, похожа на молодую девушку с крылышками. Обладает большой силой и ловкостью, практически непобедима. Без ума от Дика Сосера, чьи концерты она хотела бы посещать. Хочет стать обычной девушкой.
Сэйю: Котоно Мицуйси
Руфа — эльфийка, подруга Минк.
Сэйю: Марико Кода
Вэна
Сэйю: Рэй Сакума
Дик Сосер — знаменитый певец и истребитель драконов.
Сэйю: Ясунори Мацумото
Дамараму
Сэйю: Акио Оцука
Розарио
Сэйю: Канэто Сиодзава
Король
Сэйю: Кэнъити Огата
Мана — принцесса, наполовину слизень, изучила магию чтобы превратить себя в человека. Глава фан-клуба Дика Сосера и воспринимает Минк как соперницу.
Сэйю: Кикуко Иноэ

## Музыка
OVA открывается музыкальной темой «Таосу дзо! Рэд Драгон» Ясунори Мацумото. Завершающая тема «Ватаси но Тамагояки» Котоно Мицуйси переигрывает музыку Бетховена, снабдив её юмористическим текстом и сценками.

## Критика
По мнению рецензента ANN, аниме несет в себе настрой «Excel Saga», но без уклона в пародию и сатиру. Хотя история внезапно обрывается после двух эпизодов, рецензент отмечает что в любом случае никто не смотрит «Dragon Half» ради сюжета и подобный юмор не работал бы для сериала нормальной длины. Если сюжет аниме безумен, то рисовка по мнению рецензента шизофренична. Что, однако, не смутит ветеранов аниме. Как и все прочее в этом аниме, музыкальное оформление бестолково. Здесь нет открывающей темы, но рецензент отмечает качество закрывающей темы аниме. Также, по его мнению вы не смотрели аниме, если не видели «Dragon Half». Если «Akira» представляет блеск визуальных эффектов, «Princess Mononoke» эпичность сюжета, а «Евангелион» интеллектуальные глубины, то «Dragon Half» по мнению рецензента наиболее эксцентричное и веселое аниме.